# Gerhard Happ
Gerhard Happ (* 10. August 1939) ist ein ehemaliger deutscher Fußballtrainer.

## Sportlicher Werdegang
Der aus Kassel stammende Happ lief als Spieler für den FSV Frankfurt auf, ehe er parallel zu seinem Sportwissenschaftsstudium an der Julius-Maximilians-Universität Würzburg den FV 04 Würzburg trainierte. Später betreute er als Trainer den Hessenligisten SpVgg Bad Homburg und absolvierte 1969 den Fußball-Lehrer an der Deutschen Sporthochschule Köln. Im Juli des Jahres übernahm der in Dörnigheim ansässige 30-Jährige das Traineramt beim FC Hanau 93, wo sich sein Vorgänger Manfred Erber aus beruflichen Gründen verabschiedete. Im Januar 1970 trat er via fristloser Kündigung nach vorangegangenen Auseinandersetzungen mit der Vereinsführung von seinem Amt zurück.
Ab Sommer 1972 war Happ Cheftrainer beim SSV Jahn Regensburg, der in der zweitklassigen Regionalliga Süd antrat. Nach einem Jahr Amtszeit übergab er 1973 an Bernd Oles, um sich seiner weiteren Berufsausbildung als Physiotherapeut in Köln zu widmen und dabei parallel einen Verein aus der Verbandsliga Mittelrhein zu trainieren.
Nach der Entlassung von Jenő Vincze folgte Happ beim seinerzeitigen Süd-Zweitligisten SpVgg Bayreuth Ende November 1974 auf Interimstrainer Werner Hacker, der als Spieler und Funktionär dem Verein verbunden geblieben war. Die Spielzeit 1974/75 beendete er mit der Mannschaft auf dem neunten Platz, in der folgenden Spielzeit gelang der fünfte Tabellenrang. Nachdem sich in der Spielzeit 1976/77 der Aufwärtstrend mit einem 14. Tabellenplatz nicht bestätigt hatte, kündigte er bereits im letzten Saisondrittel seinen Abschied und die Rückkehr in eine noch ungenannte Rolle nach Regensburg an. Heinz Elzner übernahm nach Saisonende das Traineramt.
Happ übernahm beim aus der 2. Bundesliga in die Bayernliga abgestiegenen SSV Jahn Regensburg das Traineramt. Der Klub geriet jedoch nach einigen Abgängen auch hier in Abstiegsgefahr, so dass der Trainer im April 1978 entlassen wurde und Ex-Spieler Tino Valent die Trainingsleitung übernahm. Letztlich reichte es jedoch in der Spielzeit 1977/78 nicht zum Klassenerhalt in der dritthöchsten Spielklasse.
Im September 1979 kehrte Happ als Übungsleiter in den Profifußball zurück und übernahm als Nachfolger von Heinz Bewersdorf das Traineramt bei seinem Ex-Klub FSV Frankfurt. Auch unter seiner Leitung entkam die Mannschaft jedoch in der Spielzeit 1979/80 nicht dem Abstiegskampf. Daher kam es Anfang Februar 1980 zur Trennung. Unter dem Amateurtrainer Dietmar Grutsch als Interimslösung, der vor und nach dem zurückgeholten und später erneut entlassenen Bewersdorf tätig war, landete die Mannschaft auf dem letzten Nichtabstiegsplatz.
In den 1980er Jahren war Happ im hessischen Amateurfußball tätig und trainierte unter anderem die Spvgg 05 Frankfurt-Oberrad. Später ließ er sich im bayerischen Naila nieder, wo er noch als über 80-Jähriger beim örtlichen FSV Naila in der Nachwuchsarbeit engagiert war.